# Random House
Random House — американське книжкове видавництво, найбільше в світі видавництво книг у м'якій обкладинці. Воно є частиною компанії Penguin Random House, яка належить німецькому медіа-конгломерату Bertelsmann.

### Історія
Видавництво Random House було засновано в 1927 році Беннеттом Серфом і Дональдом Клопфер, через два роки після того, як вони придбали у видавця Гораціо Ліверіта імпринт Modern Library, який займався репринтами класичних літературних творів. Серфу приписується цитата: «Ми просто вирішили, що збираємося опублікувати кілька книг навмання» (англ. We just said we were going to publish a few books on the side at random), що і дало назву видавництву. У 1934 році вони опублікували перше в англомовному світі офіційне видання роману Джеймса Джойса «Улісс».
Random House розпочало друк довідкової літератури в 1947 році, видавши словник American College Dictionary, за яким в 1966 році вийшов перший повний словник. У жовтні 1959 року компанія Random House стала публічною, з ціною 11,25 долара за акцію. Цей крок спонукав інші видавничі компанії, такі як Simon & Schuster, також стати публічними. У 1960 і 1961 роках Random House придбало американські видавництва Alfred A. Knopf , Inc. і Pantheon Books відповідно; ці імпринти, що володіють незалежними редакціями, продовжують публікувати такі твори, як «Бібліотека для кожного», серія репринтів класичної літератури. У 1965 році RCA купила Random House в рамках стратегії диверсифікації. У 1973 році Random House придбало видавництво книг у м'яких обкладинках Ballantine Books. У 1980 році RCA продала Random House компанії Advance Publications. У 1988 році компанія Random House придбала видавництво Crown Publishing Group. Також в 1988 році компанія McGraw-Hill Education придбала підрозділ Random House, який відповідає за друк літератури для шкіл і коледжів.

### Організація

#### Штаб-квартира
Головний офіс видавництва в США розташований за адресою: 1745 Бродвей, Манхеттен, в будівлі Penguin Random House Tower висотою 210 м, побудованому в 2009 році і займає всю західну сторону кварталу між Західною 55-ю вулицею і Західної 56-ю вулицею. У вестибюлі встановлені книжкові шафи від підлоги до стелі, заповнені книгами, випущеними численними виданнями компанії.

#### Міжнародні відділення
Random House, Inc. має кілька незалежно керованих дочірніх компаній по всьому світу.
Random House Group — одна з найбільших видавничих компаній Великої Британії зі штаб-квартирою в Лондоні. До групи входять п'ять видавничих компаній: Cornerstone Publishing, Vintage Publishing, Ebury Publishing, Random House Children's Publishers UK і Transworld Publishers, а також понад 40 різноманітних імпринтів. Її дистриб'юторське відділення обслуговує власні видавництва, а також 60 інших британських видавництв. Архів і бібліотека Random House знаходяться в Нортгемптонширі.
Random House Group також має філії в Австралії, Новій Зеландії, Південній Африці (як спільне підприємство під назвою Random House Struik) та Індії. В Австралії офіси знаходяться в Сіднеї і Мельбурні. У Новій Зеландії офіс знаходиться в Гленфілді, Окленді, а індійська штаб-квартира Random House знаходиться в Нью-Делі.
Penguin Random House Grupo Editor — іспаномовний підрозділ Random House, орієнтований на ринки Іспанії та іспаномовної Америки. Штаб-квартира знаходиться в Барселоні, а офіси — в Аргентині, Чилі, Колумбії, Мексиці, Уругваї та США. З 2001 по листопад 2012 року компанія була спільним підприємством з італійським видавцем Mondadori (Random House Mondadori). Серед іспаномовних авторів, які публікувались в Penguin Random House Grupo, такі імена, як Роберто Боланьо, Хав'єр Маріас, Маріо Варгас Льоса та Гільєрмо Арріага.
Random House of Canada була заснована в 1944 році як канадський дистриб'ютор Random House Books. У 1986 році компанія заснувала власну видавничу програму для корінних жителів Канади, яка стала однією з найуспішніших в історії Канади. До січня 2012 року їй належало 25 % акцій McClelland & Stewart, а інші 75 % контролювалися Університетом Торонто. Зараз вона є єдиним власником McClelland & Stewart.
Takeda Random House Japan була заснована в травні 2003 року як спільне підприємство компаній Kodansha і Random House. У 2009 році Random House закрила спільне підприємство. 14 грудня 2012 року компанія оголосила про банкрутство.
У 2006 році Random House інвестувала в Random House Korea. У 2010 році Random House продала свою частку.
У квітні 2010 року компанія оголосила, що керуючий директор Random House Australia Марджі Сил візьме на себе обов'язки з вивчення та оцінки потенційних можливостей для бізнесу в Азії.